# Alonž (chemie)

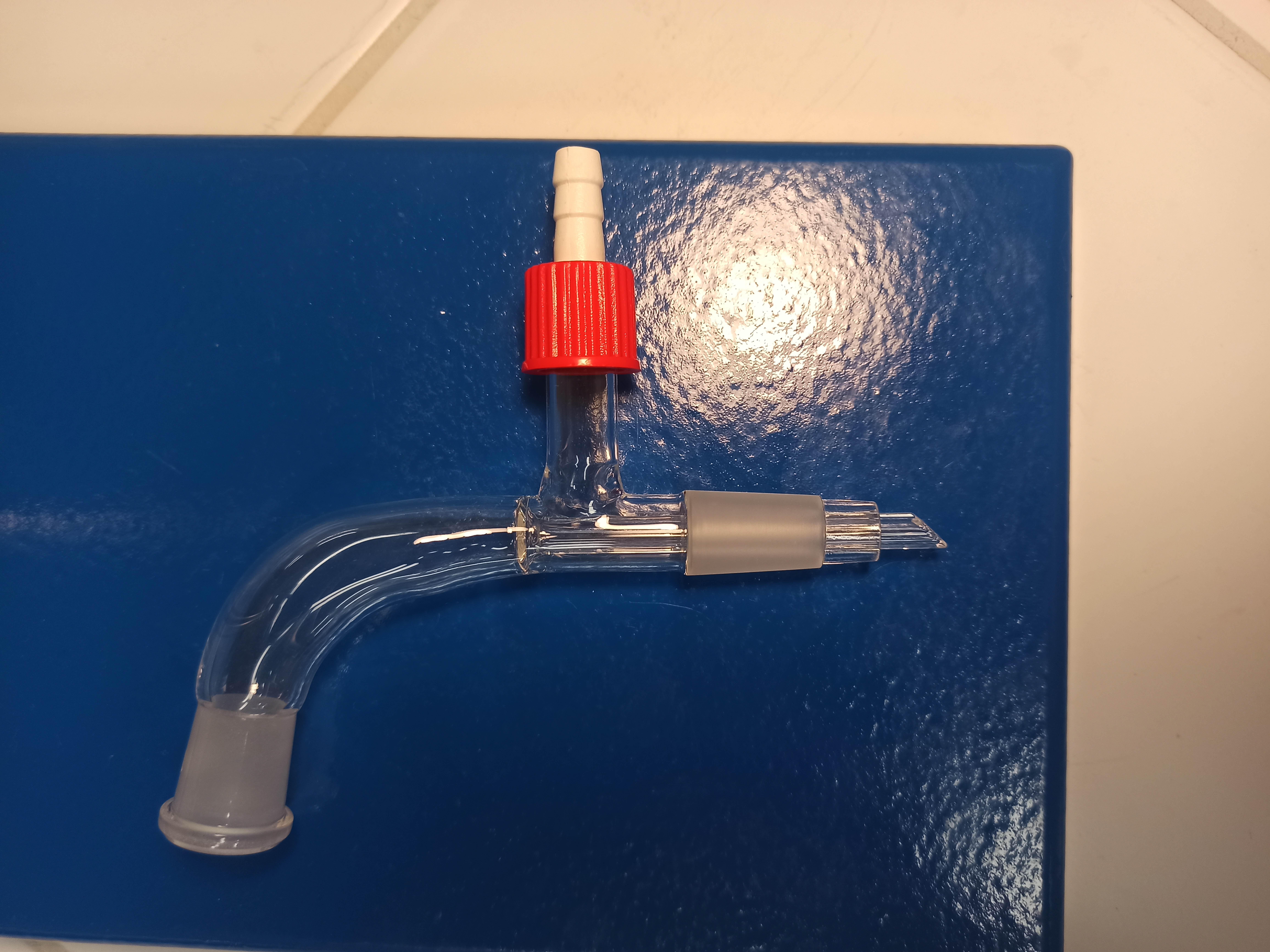
Alonž se zábrusem

Alonž neboli předloha destilační je nástroj, který se používá k jímání destilátu z destilační aparatury. Nasazuje se většinou zábrusem nebo pryžovou zátkou k vodnímu chladiči. Alonž chrání jímadlo destilátu před nesouvislým a rychlým proudem destilátu. Existují dva druhy alonžů – obyčejný pro destilaci za atmosférického tlaku a alonž se zábrusem a olivkou připojenou na zdroj podtlaku pro destilaci za sníženého tlaku (vakuovou destilaci).